# Basket Barcellona
Il Barcellona Basket è una società italiana di pallacanestro con sede a Barcellona Pozzo di Gotto, comune italiano della città metropolitana di Messina.

## Storia

### La Cestistica Barcellona
La Cestistica Barcellona è stata fondata nel 1976. Ha partecipato per vari anni alla Serie C2 e alla Serie C.
Ha vinto la Serie D nel 1993-1994 ed è stata ammessa direttamente nella neonata Serie C1. È stata finalista dei play-off di Serie C1 contro il Cap Reggio Calabria nel 1994-1995 e poi ripescata in B2; l'anno successivo ha conquistato l'ultimo posto utile per la Poule Promozione e una nuova finale dei play-off contro Teramo. La squadra è stata promossa in B2 nel 1996-1997.
Nel nuovo palazzetto, il PalaAlberti, ha giocato due campionati di alto livello in Serie B1 nelle stagioni 1997-98 e 1998-99 (con Matteo Soragna e Agostino Li Vecchi in squadra e Giovanni Perdichizzi in panchina) sfiorando nell'anno del debutto la promozione in Serie A2 e ottenendola l'anno seguente in finale contro Ferrara. Già al primo anno, 1999-2000, la formazione barcellonese si dimostrò subito molto competitiva, tanto da arrivare seconda al termine della stagione regolare e di giocarsi la promozione in Serie A con la Snaidero Udine, perdendo solo di 1 punto (81-80) la gara 4 dei play-off.

### Il trasferimento a Messina
In estate il titolo è stato trasferito a Messina coraggiungendo la promozione nel 2002-2003. Per alcune stagioni la Peppino Cocuzza di San Filippo del Mela si spostò a Barcellona Pozzo di Gotto, sostenuta da un gruppo di imprenditori locali. Allenata da Carlo Iacono e poi Marco Di Stefano, la squadra giunse in tre anni dalla Serie C regionale alla Serie B2, prima che il progetto fallisse.

### Il Progetto Basket Barcellona
Nel 2006, dopo la promozione della Progetto Basket Milazzo in Serie C1, è nata la Progetto Basket Barcellona. Nel 2007 la Progetto Basket si classifica al quarto posto nel girone H uscendo ai play-off contro il Delta Salerno (poi promosso). Nel 2008 Immacolato Bonina diventò nuovo presidente con ambizioni di vittoria del campionato. La squadra concluse al secondo posto e arrivò a disputare la finale play-off contro Agrigento. Tuttavia, di fronte a 2.000 spettatori, si vide sfumare la promozione.

### L'Igea Barcellona
Nell'estate la società decise di acquistare il titolo della Pallacanestro Patti e, sotto la guida di coach Giuseppe Sidoti (che fino all'anno prima si trovava sulla panchina di Patti) affrontò il campionato di Serie A Dilettanti con la denominazione di A.S.D. Igea Barcellona e venne eliminata al primo turno dei play-off da Latina.
La stagione 2009-10 vide l'Igea partire con i favori del pronostico, con un allenatore del calibro di Franco Gramenzi e un roster di assoluto valore. Dopo una stagione condotta in testa alla classifica, gli uomini di coach Franco Gramenzi affrontarono nei play-off prima Sant'Antimo (2-1 per Barcellona), poi Perugia (2-0 per Barcellona) ed infine, nella finalissima, la Fulgor Libertas Forlì. Gara1 e gara2 si giocarono a Forlì, in un palasport gremito di oltre 4.000 persone. Dopo un primo successo dei romagnoli, da gara2 cambiò il copione e Barcellona si impose a Forlì e poi dominò i due match interni successivi, ottenendo la promozione il 30 maggio 2010 e tornando in LegaDue dopo 10 anni di assenza.

### Il Basket Barcellona
Insieme al raggiungimento della promozione viene anche rinominata la denominazione sociale: non più A.S.D. Igea Barcellona ma Basket Barcellona s.r.l.
Dopo 10 anni di assenza, il Basket Barcellona torna in Legadue. L'allestimento della squadra è di altissimo livello con allenatore Cesare Pancotto, vice-allenatore Stefano Vanoncini, e i primi colpi di mercato che vedono in maglia giallorossa Michael Hicks, giocatore reduce da 4 anni a Pesaro dove era il capitano (1 anno in Legadue con promozione in Serie A e le 3 stagioni successive nel massimo campionato italiano). Gli altri acquisti sono Michele Cardinali e Joe Crispin (Enel Brindisi, Legadue), Andrea Ghiacci (Casale Monferrato, Legadue), Gennaro Sorrentino (Fortitudo Bologna, A dilettanti), Giōrgos Tsiakos (Panionios, Grecia) poi sostituito per problemi fisici con lo scozzese Kieron Achara e Matteo Da Ros (Treviglio, A Dilettanti oltre ai già confermati Ryan Bucci, Emanuele Mocavero e Daniele Bonessio.
La stagione 2012-13 inizia con una profonda ristrutturazione del roster e dello staff della squadra. In panchina torna coach Giovanni Perdichizzi, l'allenatore che ai tempi della Cestistica portò Barcellona ad un passo dalla promozione in Serie A. Caratterizzata da numerosi cambi nel roster, la stagione regolare si conclude con la vittoria del campionato. Nei play-off per la promozione in serie A, tuttavia, nonostante il vantaggio del fattore campo, la squadra subirà un'eliminazione al primo turno per mano della neo-promossa Bitumcalor Trento (ottava classificata in regular season).
Nel 2013-14 è stato confermato il coach Perdichizzi, affiancato dal nuovo vice-allenatore Ugo Ducarello, ex Sassari. Nel roster spiccavano i nomi di Andre Collins, reduce da un'esperienza in Turchia, Alexander Young dall'Orlandina, il pivot Tommaso Fantoni ex Reyer, Giuliano Maresca dalla Juvecaserta e Demián Filloy dalla Reggiana. Dopo un discreto inizio di stagione, un calo di rendimento e risultati nel mese di dicembre è costato la panchina a Giovanni Perdichizzi; lo ha sostituito per qualche settimana Ducarello, che è tornato a fare il secondo a fine gennaio, al momento dell'ingaggio di Marco Calvani. Chiusa la stagione in settima posizione la formazione del Longano ha affrontato la conterranea Orlandina Basket, perdendo per 3-1.
Le successive due stagioni in A2 vedono un netto ridimensionamento. Nella prima, 2014-15, la squadra ottiene la salvezza (12º posto) con qualche turno d'anticipo nonostante le notevoli difficoltà economiche palesate a metà stagione. Nel mese di Gennaio infatti, dopo un accorato appello dei tifosi barcellonesi, una azienda locale raggiunge l'accordo di sponsorizzare per il resto della stagione. 
Nel 2015-16 dopo un travagliato e sfortunato campionato arriva la retrocessione con l'ultimo posto nel Girone Ovest del secondo campionato nazionale. Il Basket Barcellona dopo sei stagioni consecutive di A2, torna in terza serie.
La società ricomincia dalla Serie B. Lo staff tecnico è in gran parte rinnovato con l'arrivo del coach serbo Milan Nisic e del vice Mattia Consoli. Il roster è un mix di giovani e di elementi esperti come il ritorno dell'ala Giacomo Sereni già a Barcellona nella stagione 2008-09.
La stagione 2016-17 comincia con qualche difficoltà, ma dopo un girone di ritorno di altissimo profilo chiude la regular season in seconda posizione nel Girone C. Si qualifica dunque ai playoff per la promozione in A2; dopo aver superato il primo turno contro Basket Porto Sant'Elpidio, disputa le semifinali contro il Campli Basket perdendo però la serie 3-1. 
L'anno seguente 2017-18 vengono confermati 6/11 del roster precedente, con l'innesto dell'esperto Giovanni Bruni e diversi under di qualità come Flavio Gay, Luca Pedrazzani ed Efe Idiaru; inoltre viene ingaggiato come coach Massimo Friso. La squadra naviga per tutta la regular season nelle prime posizioni (a metà campionato perde il play Bruni, sostituendolo con Mattia Caroldi) e si qualifica, da prima classificata del Girone D di Serie B, ai playoff. Nella post-season (nel tabellone D) elimina al primo turno la Civitanova Marche Basket (2-1) ed in semifinale la Virtus Valmontone (3-0). Il percorso termina, nonostante il fattore campo a favore, in finale contro la Virtus Cassino (0-3) spegnendo così i sogni per un ritorno in A2.

### La Nuova Cestistica Barcellona
Formalizzata la rinuncia alla serie B da parte della vecchia società, viene costituita la Nuova Cestistica Barcellona, con l'obiettivo di mantenere la terza serie nazionale dopo aver rilevato il titolo della Viola Reggio Calabria. L'operazione viene però rigettata il 30 luglio 2018 dalla FIP escludendo la neonata società dalla serie B e confermando la partecipazione regolare di Reggio Calabria.

### L'Or.Sa. Basket Barcellona e il ritorno in Serie B
Con lo stop della N.C. Barcellona e la sua rinuncia ad ulteriori iniziative sportive, la tradizione cestistica della squadra giallo-rossa viene raccolta dalla Or.Sa. Basket Barcellona società satellite del Basket Barcellona nata nel 2017 dalla sezione pallacanestro della Polisportiva dell’Oratorio Salesiano della città militante per la stagione 2018-19 in serie C Silver siciliana. La squadra oratoriana vince il campionato, sconfiggendo in semifinale la Virtus Ragusa e in finale la Cestistica Torrenovese, guadagnandosi così il diritto a disputare le final-four per la promozione in serie B. Dopo aver sconfitto in semifinale l'Enjoy Lamezia, gli orsacchiotti vedono sfumare la promozione in serie B nella finalissima contro la Cestistica Torrenovese. La stagione successiva l'Or.Sa. Basket Barcellona naviga nella parte alta della classifica del campionato di Serie C Silver, con una partenza da urlo fatta di sette vittorie consecutive nelle prime sette giornate della stagione regolare, prima che l'emergenza sanitaria per la pandemia del Covid-19 porti alla conclusione anticipata di tutti i campionati.
Dopo aver rinunciato a disputare il campionato di Serie C Silver 2020-21, la stagione successiva la società oratoriana viene ripescata nella nuova Serie C Gold Sicilia-Calabria, conclusa al decimo posto in classifica e con una tranquilla salvezza passando per i play-out. Questa stagione ha segnato il ritorno a Barcellona Pozzo di Gotto di Ryan Bucci, uno degli eroi della promozione in Legadue del Basket Barcellona nella stagione 2009-10.
Nella stagione sportiva 2022-23 l'Or.Sa. Basket si presenta ai nastri di partenza del campionato di Serie C Gold Sicilia-Calabria senza tante velleità, con un roster giovanissimo capitanato da Giuseppe Costantino. Contro ogni previsione la squadra oratoriana conclude la stagione regolare al sesto posto in classifica, grazie a sette vittorie consecutive nelle ultime sette giornate. Nel primo turno play-off il roster di coach Filippo Biondo supera in due gare l'Alfa Basket Catania, guadagnando così l'accesso alla finale play-off contro la Fortitudo Messina. Nonostante lo svantaggio del fattore campo, l'Or.Sa. Basket riesce a vincere la serie 2-1 grazie a due vittorie in trasferta, riportando la Serie B a Barcellona Pozzo di Gotto cinque anni dopo l'ultima volta.

### Il Barcellona Basket 4.0
L'Asd Basket Barcellona 4.0 è una società sportiva di pallacanestro, con sede a Barcellona Pozzo di Gotto in provincia di Messina. Questa nuova realtà sportiva partecipa al campionato di Serie B Interregionale, portando avanti la quarta era della storia cestistica recente della città del Longano.
Il titolo sportivo di Serie B Interregionale è stato acquisito gratuitamente dalla società Asd Or.Sa. Basket Barcellona, nata nell'estate del 2017 come società satellite del Basket Barcellona, rappresentando la prosecuzione di un progetto cestistico nato da un'idea di Lorenzo Crisafulli.
Il nome del nuovo sodalizio sportivo vuole essere un omaggio ai quattro periodi recenti che hanno caratterizzato il basket a Barcellona Pozzo di Gotto: gli anni della Cestistica Barcellona e della prima promozione in Serie A2, gli anni della Cocuzza Barcellona e del doppio salto dalla Serie C2 alla Serie B2, gli anni del Basket Barcellona e del ritorno in Serie A2 e gli anni dell'Or.Sa. Basket Barcellona e del ritorno in Serie B del basket barcellonese.

## Cronistoria
| Cronistoria del Basket Barcellona |
| --- |
| - 1976 · Fondazione della Cestistica Barcellona. - 1980-1981 · 1ª nel Girone 21 di Serie D, promossa in Serie C2. - 1981-1982 · 3ª in Serie C2, promossa in Serie C1. - 1982-1983 · 16ª in Serie C1, retrocessa in Serie C2. - 1983-1984 · 9ª in Serie C2. - 1984-1985 · 4ª in Serie C2, partecipa ai play-off. - 1985-1986 · in Serie C2, ammessa in Serie C. - 1986-1987 · in Serie C. - 1987-1988 · 8ª in Serie C. - 1988-1989 · 7ª in Serie C. - 1989-1990 · 7ª in Serie C. - 1990-1991 · 11ª in Serie C. - 1991-1992 · in Serie C. - 1992-1993 · in Serie C, retrocessa in Serie D. - 1993-1994 · 1ª nel Girone Q di Serie D, promossa in Serie C1. - 1994-1995 · in Serie C1, finale dei play-off, ripescata in Serie B2. - 1995-1996 · in Serie B2, finale dei play-off. - 1996-1997 · in Serie B2, promossa in Serie B d'Eccellenza. - 1997-1998 · 1ª nel girone B di Serie B d'Eccellenza, 2ª nel gruppo 2 dei play-off promozione, perde la finale promozione, perde lo spareggio promozione. - 1998-1999 · 2ª nel girone B di Serie B d'Eccellenza, vince i play-off promozione, promossa in Serie A2. - 1999-2000 · 2ª in Serie A2, finale dei play-off. La società si sposta a Messina e nasce la Pallacanestro Messina. - 2006 · Il Progetto Basket Milazzo si sposta a Barcellona Pozzo di Gotto, diventa Progetto Basket. - 2006-2007 · 4ª in Serie C1, semifinali dei play-off promozione. - 2007-2008 · 2ª in Serie C1, finale dei play-off promozione. - 2008 · Scambia il titolo sportivo con la Pallacanestro Patti, ammessa in Serie A Dilettanti, diventa Igea Basket Barcellona. - 2008-2009 · 8ª nel girone B di Serie A Dilettanti, primo turno dei play-off promozione. - 2009-2010 · 1ª nel girone B di Serie A Dilettanti, vince i play-off promozione, Campione d'Italia Dilettanti (1º titolo), promossa in Legadue. Semifinali di Coppa Italia LNP. - 2010 · Diventa Basket Barcellona. - 2010-2011 · 5ª in Legadue, semifinali dei play-off promozione. Qualifying round di Coppa Italia di Legadue. - 2011-2012 · 5ª in Legadue, semifinali dei play-off promozione. Ottavi di finale di Coppa Italia di Legadue. - 2012-2013 · 1ª in Legadue, quarti di finale dei play-off promozione. Quarti di finale di Coppa Italia di Legadue. - 2013-2014 · 7ª in Divisione Nazionale Gold, quarti di finale dei play-off promozione. - 2014-2015 · 12ª nel girone Gold di Serie A2. - 2015-2016 · 16ª nel girone Ovest di Serie A2 retrocesso in Serie B. - 2016-2017 · 2ª nel girone C di Serie B, semifinali dei play-off promozione. - 2017-2018 · 1ª nel girone D di Serie B, finale dei playoff-off promozione. La società non si iscrive alla stagione successiva. Quarti di finale di Coppa Italia LNP di Serie B. - 2018-2023 · la società principale di Barcellona Pozzo di Gotto è l'Orsa Basket Barcellona, che dal 2016 era la società satellite del Basket Barcellona. L'Orsa vince la Serie C Gold 2022-2023 nella finale contro la Fortitudo Messina ed è promossa in Serie B Interregionale. - 2023 · Fondazione del Barcellona Basket 4.0, che rileva il titolo sportivo dell'Orsa Basket Barcellona. - 2023-2024 · 7ª nella Division H di Serie B Interregionale, 5ª nel Play-In Silver della Conference Sud. - 2024-2025 · 12ª nella Division H di Serie B Interregionale, 10ª nei Play-In Out Sud. Ripescato dopo aver perso i play-out. |

## Presidenti e allenatori
- 2008-2018  Immacolato Bonina
- 2023-attuale  Massimo Romano

Allenatori:
- 2006-2007  Vincenzo Gugliotta, poi  Valerio Napoli
- 2007-2008  Valerio Napoli, poi  Nino Coppolino
- 2008-2009  Pippo Sidoti, poi  Alberto Martelossi
- 2009-2010  Franco Gramenzi
- 2010-2011  Cesare Pancotto
- 2011-2012  Cesare Pancotto, poi  Stefano Vanoncini, poi  Giancarlo Sacco
- 2012-2013  Giovanni Perdichizzi
- 2013-2014  Giovanni Perdichizzi, poi  Ugo Ducarello, poi  Marco Calvani
- 2014-2015  Giovanni Perdichizzi
- 2015-2016  Maurizio Bartocci, poi  Francesco Trimboli
- 2016-2017  Milan Nisic
- 2017-2018  Massimo Friso
- 2018-2020  Humberto Alejandro Manzo
- 2020-2024  Filippo Biondo
- 2024-2025  Filippo Biondo, poi  Stefano Cova, poi  Giuseppe Costantino

## Palmarès
- Campionato italiano dilettanti: 1

2009-2010 (Serie A Dilettanti)

## Colori e logo
I colori sociali della squadra sono giallo e rosso. Il logo raffigura un orso con in mano una targa con la scritta "Barcellona" nella parte bassa si può osservare una palla con l'anno di costituzione della società e la scritta "basket 4.0". I colori impiegati sono il giallo, il rosso, il nero e l'arancione del pallone.

## Palazzetto
Il Barcellona Basket 4.0 gioca le sue partite casalinghe presso il PalAlberti. Originariamente l'impianto era destinato a contenere 2.510 spettatori, ma nel 2011 è stato ampliato per portare la sua capienza a circa 3.000 persone.. Nei primi mesi del 2015 un ulteriore ampliamento ha portato la capienza del PalAlberti a 3.500 posti a sedere.